# Resolució 2121 del Consell de Seguretat de les Nacions Unides
La Resolució 2121 del Consell de Seguretat de les Nacions Unides fou adoptada per unanimitat el 10 d'octubre de 2013. El Consell, després de condemnar el cop d'estat a la República Centreafricana, va canviar el mandat de BINUCA al país i va prometre mesures contra aquells que s'oposaven a una solució pacífica del conflicte.

## Antecedents
La situació a la República Centreafricana s'havia tornat molt greu. El país era inestable políticament, la llei no s'aplicaven i es violaven els drets humans a gran escala pels grups rebels, principalment Séleka però també l'Exèrcit de Resistència del Senyor, que hi era força actiu. Es va referència a la Resolució 2117 sobre el comerç d'armes, així com el comerç d'animals salvatges. Això havia provocat una creu crisi humanitària, agreujada encara més pels atacs als treballadors i personal de l'ONU.
Després del cop d'estat al març, la República Centreafricana fou suspesa com a membre de la Unió Africana. Al juliol, la UA també va decidir enviar una missió de suport anomenada MISCA.

## Actes
El Consell de Seguretat recolza els Acords de Libreville de l'11 de gener de 2013, la Declaració de Ndjamena del 18 d'abril de 2013 i els acords fets a la cimera de Ndjamena, que constitueixen la base d'una solució política pacífica. Segons aquests acords, s'havia d'iniciar un període de transició el 18 d'agost de 2013, que seria seguit per eleccions presidencials i parlamentàries després de divuit mesos. El Consell de Seguretat estava disposat a prendre mesures contra els que violessin els acords i obstaculitzaven la pau, la seguretat i l'estabilitat. Seleka havia d'entregar les armes.
Es va ajustar el mandat de l'oficina de l'ONU al país, encarat a ajudar a restaurar l'ordre, organitzar les eleccions, sufocar conflictes, mantenir la seguretat i salvaguardar els drets humans. També esperaven un ràpid desplegament de la Missió Internacional de Suport a la República Centreafricana sota Direcció Africana (MISCA), acordada per la Unió Africana el juliol de 2013, i que proporcionaria l'estabilitat necessària. Es va demanar als països africans que participessin en aquesta missió.